# Леонидовка (Тайыншинский район)
Леонидовка (каз. Леонидовка) — село в Тайыншинском районе Северо-Казахстанской области Казахстана. Входит в состав Чермошнянского сельского округа. Код КАТО — 596069400.

## Население
В 1999 году население села составляло 873 человека (439 мужчин и 434 женщины). По данным переписи 2009 года, в селе проживало 630 человек (291 мужчина и 339 женщин).

## История
Село основано в 1936 году для спецпоселенцев из лиц немецкой и польской национальностей, высланных с Волыни.